# Marian Pilarczyk
Marian Pilarczyk (ur. 17 stycznia 1937 w Pięczkowie, zm. 27 kwietnia 1998) – polski żużlowiec.

## Życiorys

### Życie prywatne
Młodszy brat Edwarda.

### Kariera sportowa
Wychowanek Stali Gorzów Wielkopolski. Reprezentował gorzowski klub w sezonach 1957-1958 i 1962-1970. Ze Stalą zdobył 1 złoty (1969) i 3 srebrne (1965, 1966, 1968) medale Drużynowych Mistrzostw Polski. W sezonach 1959-1961 jeździł w Stali Rzeszów. W barwach rzeszowskiego klubu wywalczył 2 złote medale Drużynowych Mistrzostw Polski (1960-1961). W latach 1971–1974 reprezentował II-ligowy Start Gniezno.
Dwukrotny finalista serii turniejów o Złoty Kask w sezonach 1965 i 1968.